# Da chi non te lo aspetti - prima parte
Da chi non te lo aspetti è il settimo album in studio del cantautore italiano Tricarico, pubblicato nel giugno 2016.

## Descrizione
Il singolo Brillerà, uscito nel maggio 2016, è stato accompagnato da un videoclip che vede la partecipazione del duo comico Ale e Franz.
I testi del brano sono di Francesco Tricarico, ad eccezione del brano Da chi non te lo aspetti, scritto da Tricarico con Giancarlo Pedrazzini. Le musiche sono di Tricarico e Michele Fazio.

## Tracce
1. SOS oliva
2. Paradiso
3. Una cantante di musica leggera (feat. Arisa)
4. La bolla
5. Un nuovo amore
6. Il motivetto
7. Brillerà (feat. Ale e Franz)
8. Stagioni
9. Da chi non te lo aspetti
10. Ciao
11. Volo
12. Da chi non te lo aspetti (piano e voce)